# Parco nazionale del Corcovado (Cile)
Il parco nazionale del Corcovado è un parco nazionale cileno di circa 2940 km2, situato nella regione di Los Lagos.